# Szczeliniak lśniący
Artykuł ten został zgłoszony do umieszczenia na stronie głównej w rubryce „Czy wiesz”.
Pomóż nam go sprawdzić: oceń zgłoszoną nominację.
Szczeliniak lśniący (Nalassus laevioctostriatus) – gatunek chrząszcza z rodziny czarnuchowatych i podrodziny Tenebrioninae. Zamieszkuje Europę i Azję Mniejszą. Saproksyliczny, związany głównie z drzewami liściastymi.

## Taksonomia
Gatunek ten opisany został po raz pierwszy w 1777 roku przez Johanna A.E. Goezego pod nazwą Tenebrio laevioctostriatus.

## Morfologia

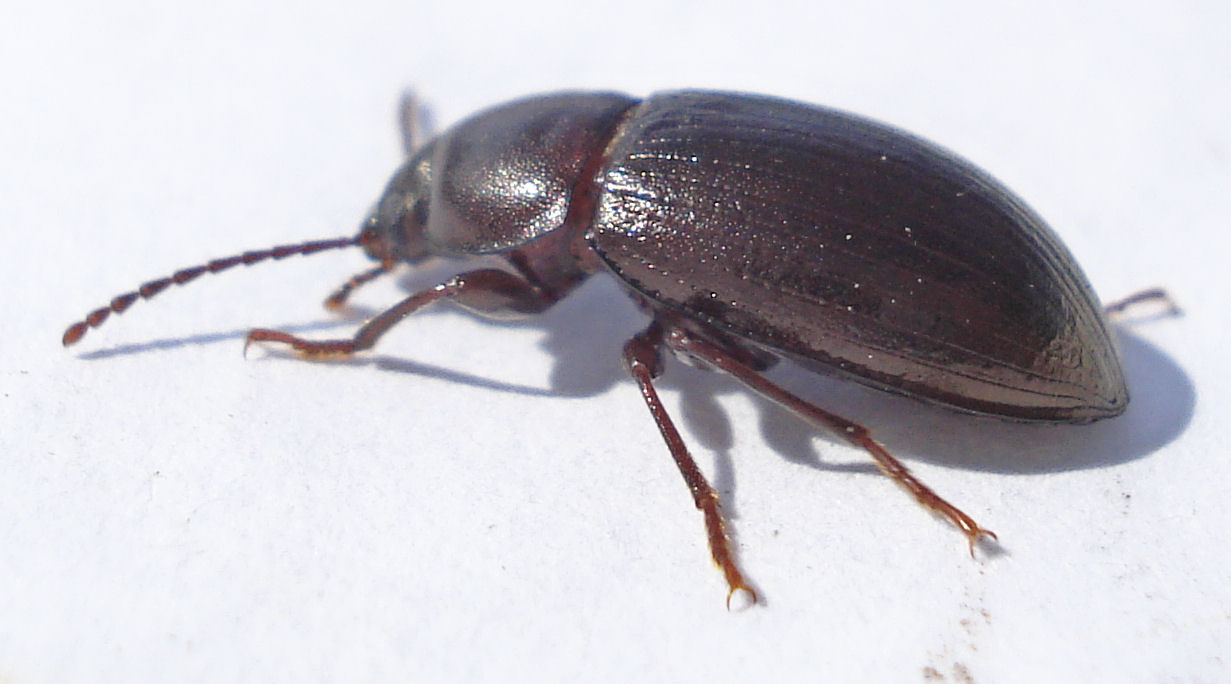
Imago, widok z boku

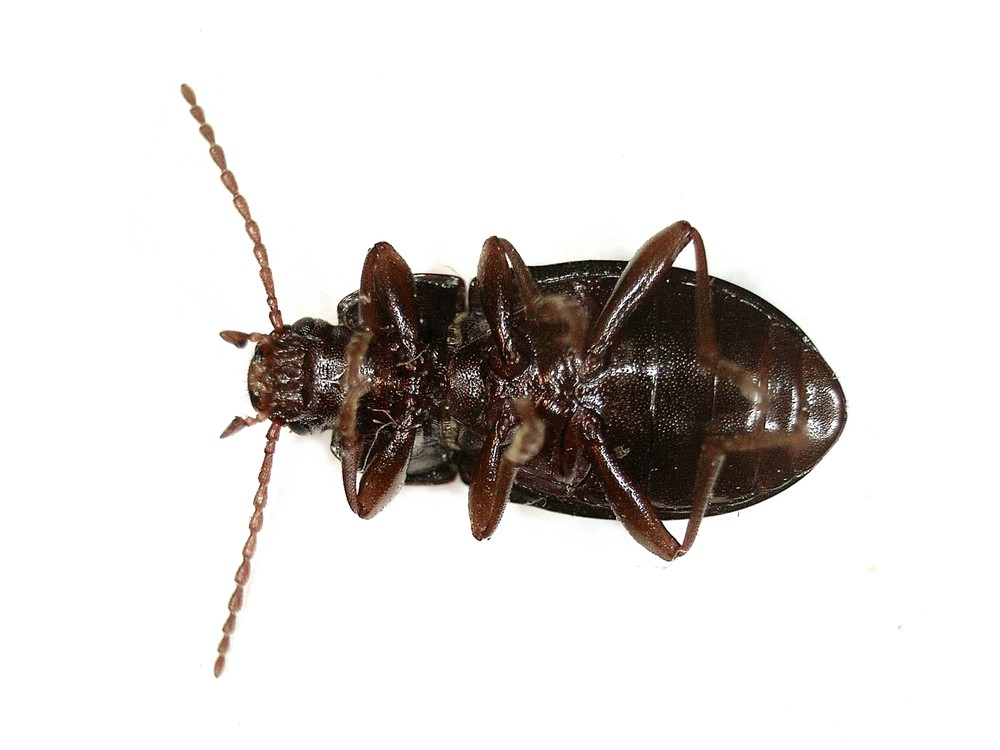
Imago, widok od spodu

Chrząszcz o krótko-owalnym, mocno sklepionym ciele długości od 7 do 12 mm. Ubarwienie jest czarne, kasztanowe, brązowe lub rude, mniej lub bardziej lśniące.
Głowa jest gęsto i regularnie punktowana oraz drobno mikroziarenkowana. Duże, poprzeczne oczy są na przedzie lekko wykrojone. Człony w środkowym odcinku czułków są tak szerokie jak trzy ostatnie.
Przedplecze jest znacznie szersze niż dłuższe, najszersze pośrodku, po bokach zaokrąglone, o cienko, listewkowato obrzeżonych i niewykrojonych przed niewystającymi kątami tylnymi krawędziach bocznych. Powierzchnia przedplecza jest skąpiej punktowana i silniej błyszcząca niż u bliźniaczego szczeliniaka biegaczowatego, o rozproszonymi i drobnym mikroziarenkowaniu, wzdłuż boków i przy tylnych kątach praktycznie pozbawiona mikrorzeźby. Po bokach linii środkowej przedplecza występują dwa okrągławe wciski. Pokrywy są zaokrąglone, najszersze mniej więcej pośrodku, mocniej niż u szczeliniaka biegaczowatego wypukłe, o krawędziach w części barkowej wąskich, lekko spłaszczonych i niewyciągniętych w wystające kąty barkowe. W dobrze zarysowanych rzędach leżą niewielkie punkty nieco zachodzące na brzegi międzyrzędów. Międzyrzędy bywają od płaskich po sklepione. Skrzydła tylnej pary obecne są w formie szczątkowej. U samca stopy przedniej i środkowej pary są rozszerzone i nieco spłaszczone, od spodu i po bokach gęsto porośnięte szczecinkami; stopień spłaszczenia jest większy w parze środkowej niż w przedniej. U samicy wszystkie stopy budują człony walcowate i chude.

## Ekologia i występowanie

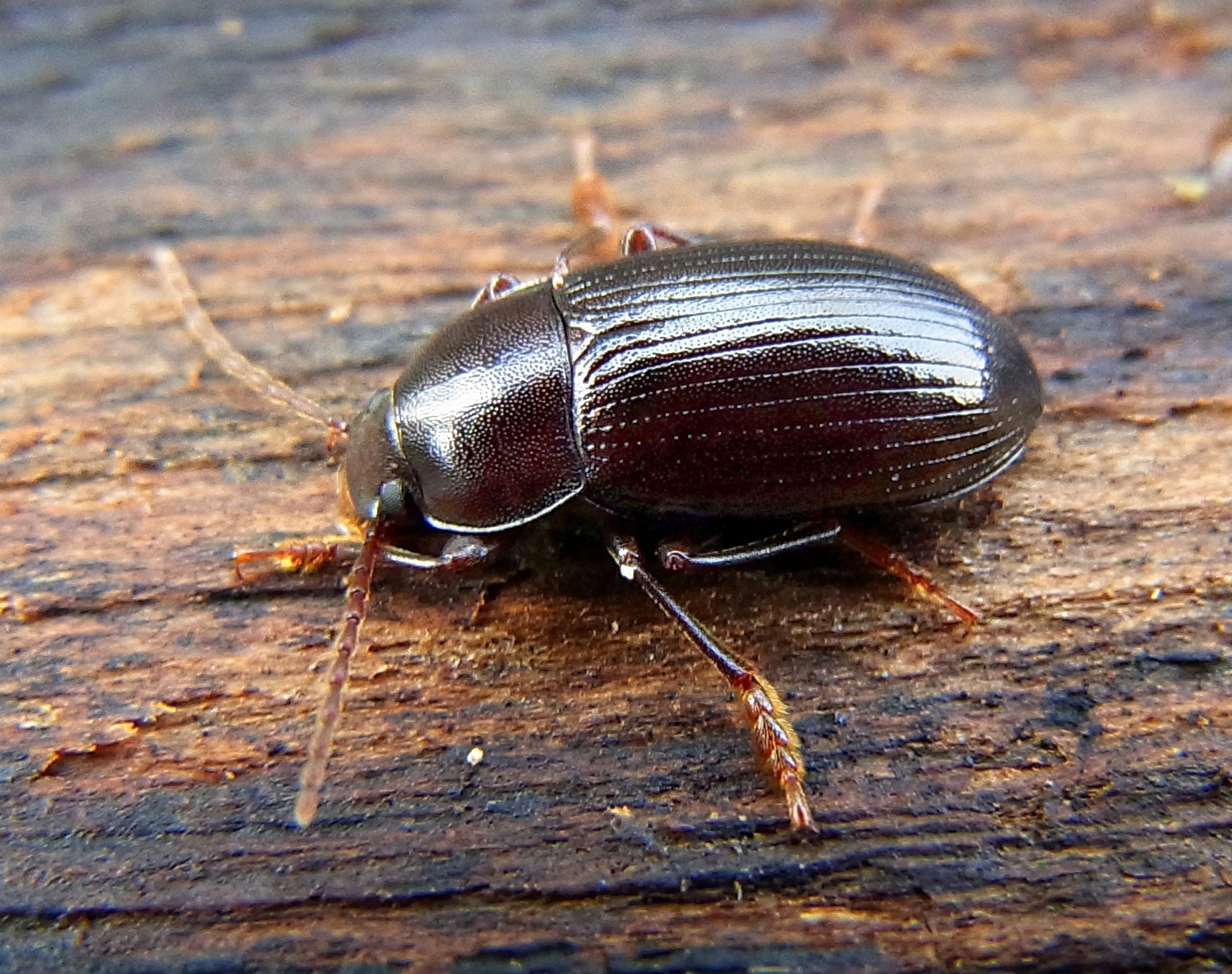
Imago w środowisku naturalnym

Owad ten zasiedla lasy, zadrzewienia oraz stare parki i ogrody. Preferuje stanowiska suche i ciepłe. Jest gatunkiem saproksylicznym, związanym ze starymi drzewami liściastymi, zwłaszcza dębami, wyjątkowo znajdowanym na sosnach. Bytuje pod odstającą, zmurszałą korą pni i gałęzi, w próchnowiskach, wśród porastających stare pnie mchów i porostów, w zgromadzonej u podstawy pni ściółce i próchnicy oraz pod kamieniami. Zarówno larwy, jak i osobniki dorosłe są saprofagami. Postacie dorosłe aktywne są wieczorami.
Gatunek palearktyczny, znany z Portugalii, Hiszpanii, Irlandii, Wielkiej Brytanii, Francji, Belgii, Holandii, Niemiec, Szwajcarii, Włoch, Polski, Czech, Słowacji i anatolijskiej części Turcji. W Europie jest wikariantem bliźniaczego, mającego bardziej wschodni zasięg szczeliniaka biegaczowatego. W Polsce podawany jest głównie z zachodniej części kraju, zwłaszcza ze Śląska, aczkolwiek istnieje rekord historyczny z Roztocza. Spotykany jest w tym kraju sporadycznie.